# Lobophyllia dentatus
Lobophyllia dentatus är en korallart som beskrevs av Veron 2002. Lobophyllia dentatus ingår i släktet Lobophyllia och familjen Mussidae. IUCN kategoriserar arten globalt som sårbar. Inga underarter finns listade i Catalogue of Life.